# 青江秀
青江 秀（あおえ ひいず、1834年（天保5年） - 1890年（明治23年））は、日本の官僚。阿波国（現在の徳島県阿南市）出身。

## 生涯
1834年（天保5年）に阿波国那賀郡西方村（現在の徳島県阿南市長生町）に生まれる。幼名は慎一。
1864年（元治元年）に何礼之が長崎の自邸で英語の私塾を開くと、巻退蔵（のち前島密）、林謙三（のち安保清康）、瓜生雷吉（のち瓜生震）らその他数十名とともに塾生として学ぶ。
1871年（明治4年）に友人で当時紙幣頭の芳川顕正の紹介で、紙幣寮へ就職。1873年（明治6年）の紙幣頭代理のときに「郵便葉書」の名称を発案した。また鹿児島県・大蔵省・内務省・海軍省・北海道庁で勤務した。北海道庁では植民地選定、開発計画策定のために全道を調査を行い、「青江理事官諮問回答書」をまとめた。
1890年（明治23年）、死去。墓所は徳島県阿南市の八桙寺。

## 著書
- 「薩隅煙草録」
- 「大日本交通史―原名 駅逓志稿」
- 「大日本帝国駅逓志稿」 - 1879年（明治12年）に駅逓局長であった前島密が同局御用掛の青江秀に命じて編纂させた日本の駅逓史[4]。